# Лим Хё Джун
Лим Хё Джун с 2021 года Линь Сяоцзюнь (кор. 임효준; кит. упр. 林孝埈, пиньинь Lin Xiaojun; род. 29 мая 1996 года в Тэгу, провинции Кёнсан-Пукто) — китайский шорт-трекист из Южной Кореи, обладатель золотой медали Олимпийских игр 2018 года на дистанции 1500 метров, бронзовый призёр на дистанции 500 метров, 9-кратный чемпион мира и 3-кратный серебряный призёр чемпионатов мира.

## Биография
Родился в 1996 году в городе Тэгу. С детства занимался плаванием, однако во время обучения во втором классе начальной школы, в связи с осложнениями со слухом вызванными тренировками в бассейне, занятия плаванием прекратил. Практически сразу же стал заниматься шорт-треком. В 4-м классе начальной школы выиграл первые соревнования в своей категории.
После окончания начальной школы Кесон в Тэгу, он перешел в среднюю школу Кёнсин, и в первом классе сломал правую голень, но после реабилитации в 2012 году, когда учился в средней школе Орюн в Сеуле, принял участие в зимних юношеских Олимпийских играх в Инсбруке, на играх выиграл золотую награду в забеге на 1000 метров и серебряную награду в забеге на 500 метров. Вскоре столкнулся с чередой травм спины, лодыжки, голени и запястий, в общей сложности перенес семь операций.
В апреле 2017 года выиграл национальный отбор в Олимпийскую сборную Южной Кореи. Он участвовал во всех соревнованиях, включая эстафеты на 500, 1000, 1500 и 5000 м на Зимних Олимпийских играх в Пхёнчхане. 10 февраля с новым олимпийским рекордом 2:10,485, выиграл финальный забег на 1500 метров на Олимпийских играх. После игр в марте на чемпионате мира в Монреале завоевал две серебряные медали в беге на 1000 м и 1500 м, а также в эстафете выиграл золотую медаль. Через год на чемпионате мира в Софии выиграл 4-е золота, в том числе в абсолютном зачёте.
17 июня 2019 года во время тренировки по скалолазанию для национальной сборной по шорт-треку в Атлетической деревне Джинчхон он спустил штаны у Хван Дэ Хона перед другими спортсменами. В свою очередь Хван Дэ Хон сообщил о сексуальных домогательствах в его отношении в Спортивный совет Кореи. Из-за этого инцидента команда по шорт-треку была выгнана на месяц из деревни спортсменов, а 
Лим Хё Джуна 8 августа Федерация конькобежного спорта Кореи отстранила от соревновании на год.
Он лично намеревался объяснить ситуацию, потребовал повторного судебного разбирательства, заявив, что он постоянно пытался извиниться перед жертвой, но 12 ноября Спортивный совет Кореи отклонил запрос. 7 мая 2020 года в Центральном районном суде Сеула судья приговорил Лим Хё Джуна к штрафу в размере 3 миллионов вон и постановил завершить 40-часовой курс лечения сексуального насилия. После этого 3 июня он переехал в Китае и находился там нелегально, скрывая факт своей натурализации.
6 марта 2021 года брокерская компания Лим Хе Джуна заявила, что из-за последствий судебного разбирательства он не сможет тренироваться нигде в Южной Корее с 2019 по 2021 год, поэтому он решил натурализоваться в Китае. 27 мая 2021 года Верховный суд Кореи признал Лим Хё Джуна невиновным, а уже 3 июня Лим Хе Джун был натурализован как гражданин Китая, и китайские иероглифы его имени были исправлены на "Линь Сяоцзюнь", а латинское написание было изменено с корейской пословицы Лим Хе Чжун на китайскую пиньинь.
19 октября 2021 года он впервые появился на публике в форме национальной сборной Китая по шорт-треку по конькобежному спорту. В январе 2022 года Линь Сяоцзинь впервые представлял провинцию Хэбэй за национальную сборную Китая на олимпийском отборе, однако согласно регламенту Международного олимпийского комитета, переведённые спортсмены должны представлять новую страну в течение 3-х лет, прежде чем они смогут принять участие в Олимпийских играх. Поэтому Линь не смог участвовать на Олимпиаде 2022 года.
В сезоне 2022/23 он участвовал на первых этапах Кубка мира и в полуфинале смешанной эстафеты упал и получил травму поясницы. В ноябре на чемпионате четырёх континентов в Солт-Лейк-Сити травма дала о себе знать и он снялся с соревновании после первого дня. В декабре на этапе Кубка мира в Алма-Аты он впервые поднялся на 2-е место в смешанной эстафете за сборную Китая. В феврале 2023 года Линь выиграл золотую медаль в беге на 500 м на этапе в Дрездене, а через неделю победил в Дордрехте. В марте на  
чемпионате мира в Сеуле он стал чемпионом мира вместе с товарищами по команде в эстафете и выиграл серебряную медаль в смешанной эстафете.
В сезоне 2023/24 выиграл две золотые медали в смешанной эстафете и одну в мужской эстафете на Кубке мира и в марте на чемпионате мира в Роттердаме завоевал золотую медаль в забеге на 500 м и стал первым человеком в истории чемпионатов мира по шорт-треку, выигравшим дистанции 500, 1000, 1500, 3000, супер 3000 метров и эстафету. На следующий день стал золотым призёром и в обеих эстафетах. 11 июня 2024 года Китайская ассоциация конькобежного спорта объявила о присвоении Линь Сяоцзюню звание ”Спортсмен международного класса".